# 蒙特港若望保祿二世歷史博物館
蒙特港若望保祿二世歷史博物館（西班牙語：Museo Histórico de Puerto Montt Juan Pablo II）是位於智利湖大區蒙特港的博物館。館內收藏了約1800件作品，展示了蒙特港從史前到20世紀末的歷史。

## 歷史
20世紀60年代中期，由於蒙特港當地缺乏博物館或類似機構來保護該地區的遺產。佛尼爾（Emilio de la Maza Fournier），一座小型美術館的館長，推動建立一座保存城市歷史的博物館。1967年2月6日，在市政當局和捐贈具有歷史意義的物品的居民支持下，市政博物館落成。
1988年2月，博物館遷至位於海濱的現址，該建築原是一座市場，關閉後，它被遺棄了數年，直到1987年4月4日，為迎接教宗若望保祿二世訪問蒙特港而對建築進行了翻新。
由於漏水和洪水問題，該博物館於2012年暫時閉館。2015年，在投資2.8億智利披索對基礎設施和博物館進行全面改造後，重新開放。

## 外部連結
- 官方網站 （页面存档备份，存于）